# GR-16 (Spanje)

De GR-16

De GR-16 of Autovía de Acceso Este al Puerto de Motril is een autovía in Andalusië. De snelweg van 3,3 kilometer verbindt de A-7 in Puntalón met de haven van Motril.